# Ju Wenjun
Ju Wenjun (en chino, 居文君; pinyin, Jū Wénjūn, nacida el 31 de enero de 1991 en Shanghái, China) es una Gran Maestra de ajedrez china, actual campeona del Mundial Femenino de ajedrez. En marzo de 2017, Ju Wenjun se convirtió en la quinta mujer en conseguir superar un ranking elo de 2600. Ha ganado los cinco  últimos campeonatos mundiales femeninos de ajedrez, en mayo de 2018, noviembre de 2018, 2020, 2023 y 2025.

## Reseña biográfica
Tuvo su primera actuación destacada a nivel internacional en el Campeonato de Asia de ajedrez femenino disputado en Beirut (Líbano) en 2004, donde logró el tercer puesto con sólo trece años.
En el 2009 jugó por primera vez en una competición del Grand Prix, al entrar como reserva en el torneo de Nanjing, alcanzando la sexta posición con más de la mitad de los puntos (6½ de 11).
En la década de 2010 ha mantenido un rating casi siempre superior a los 2500 puntos elo, que le ha permitido consolidarse en la élite del ajedrez femenino, llegando a ser número dos del mundo entre las mujeres en activo, solo por detrás de Hou Yifan. Alcanzó un elo máximo de 2604 puntos en la lista de marzo de 2017 de la FIDE.
Su victoria en el Grand Prix femenino 2015-2016 la clasificó para disputar el campeonato mundial femenino en un match celebrado en mayo de 2018 contra la también china Tan Zhongyi, campeona en 2017.
El evento se disputó al mejor de diez partidas, teniendo lugar las 5 primeras en Shanghái y las cinco  últimas en Chongqing. Ju Wenjun lideró desde el principio el match y finalmente se impuso a Tan Zhongyi por un marcador de 5½ a 4½ (+3,-2,=5), proclamándose así nueva campeona mundial de ajedrez.
Ha participado en seis campeonatos mundiales en formato de copa, desde su debut de 2006 con 15 años en Ekaterimburgo (Rusia). Su mejor resultado antes de 2018 ha sido llegar a las semifinales en la edición de 2012 celebrada en Khanty-Mansiysk (también Rusia), donde perdió ante la vencedora del torneo, Anna Ushenina (Ucrania).

## Victorias notables
En enero de 2016, Ju batió a Nigel Short en el open de Nueva Zelanda. Short ha sido uno de los mejores jugadores ingleses de los últimos tiempos y llegó a disputar el campeonato del mundo a Kasparov en 1993. La derrota de Short ante Ju alcanzó relevancia al producirse algunos días después de unas declaraciones del británico en las que opinaba que "el cerebro de la mujer no está diseñado para el ajedrez".

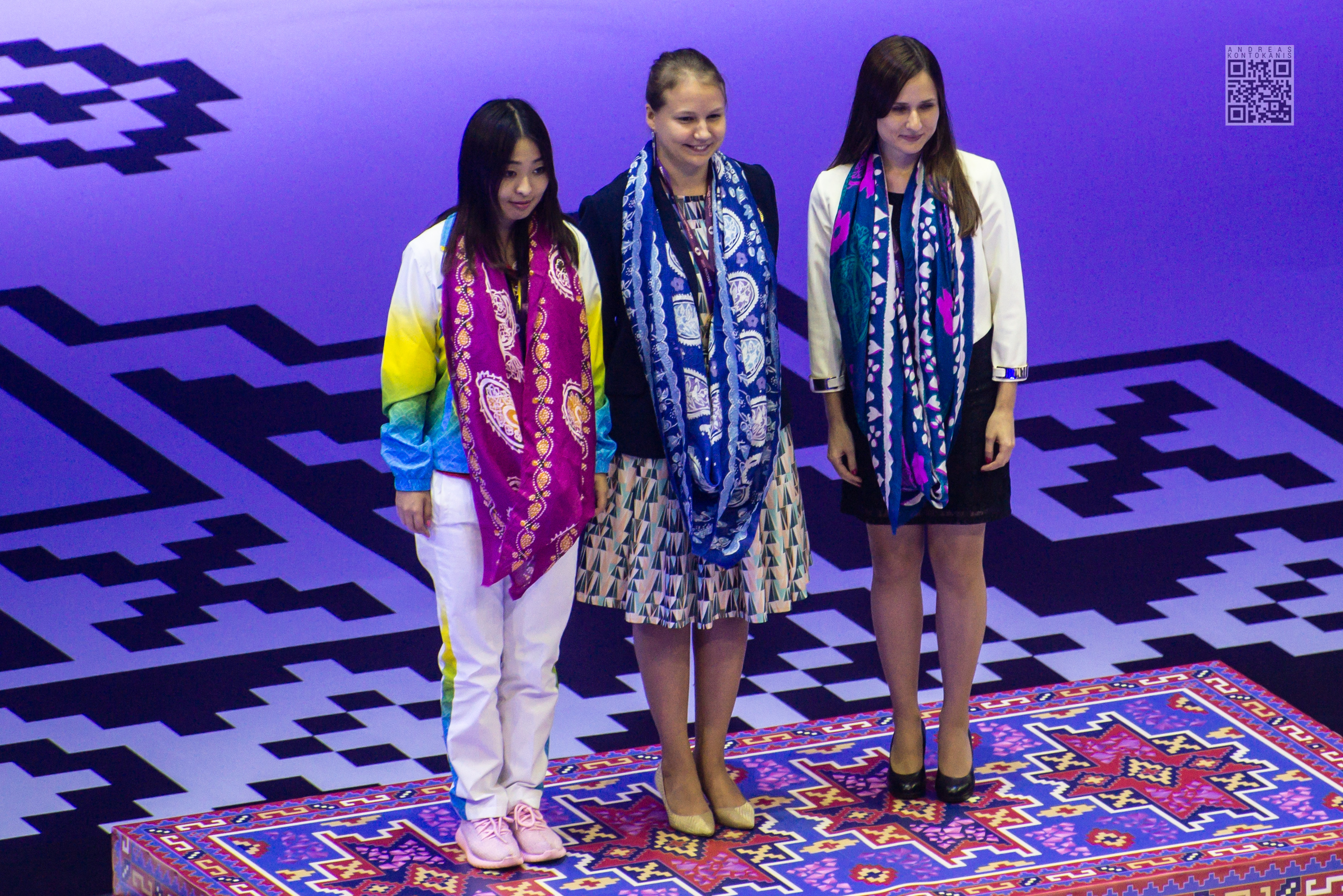
Medallistas individuales del segundo tablero, Olimpiada de Bakú 2016. De izquierda a derecha: Ju(plata), Gunina(oro), Daulyte(bronce)

El 13 de septiembre de 2016, el equipo olímpico femenino chino se enfrentó a Rusia, campeona en las tres ediciones anteriores, en la última ronda de la Olimpiada de Bakú con la medalla de oro en juego. La victoria de Ju sobre Valentina Gunina en el tablero 2 decidió la competición en favor de las chinas. Gunina había tenido hasta ese momento una actuación muy destacada en el torneo, tanto que obtuvo la medalla de oro individual a pesar de su postrera derrota.
El 31 de enero de 2017, día de su 26º cumpleaños, Ju venció a la número uno del mundo, Hou Yifan, en el Open de ajedrez de Gibraltar, uno de los abiertos más fuertes del año. Este resultado le permitió, además, superar la barrera de los 2600 puntos elo.